# Berner Beiträge zur Geschichte der Medizin und der Naturwissenschaften
Die Berner Beiträge zur Geschichte der Medizin und der Naturwissenschaften waren eine schweizerische wissenschaftsgeschichtliche Schriftenreihe mit Peer-Review. Herausgeber waren anfänglich Erich Hintzsche und Walther Rytz. Bedeutend sind die Veröffentlichungen von Albrecht von Hallers Schriften.

## Erscheinungsverlauf
Von 1942 bis 1963 erschienen zwanzig Bände. In der Neuen Folge von 1968 bis 1986 erschienen 12 Bände.

## Ausgaben
1. Erich Hintzsche (Herausgeber): Tagebuch der Studienreise nach London, Paris, Strassburg und Basel 1727–1728 / Albrecht Haller. 1942
2. Erich Hintzsche (Herausgeber): Ein deutscher anatomischer Text aus dem 15. Jahrhundert. 1943
3. Erich Hintzsche: Alfonso Corti (1822–1876): eine Biographie auf Grund neu aufgefundener Quellen. 1944
4. Yvonne Thurnheer: Die Stadtärzte und ihr Amt im alten Bern. 1944
5. Ruth Jaussi: Das Medizinische Institut in Bern (1797–1805). 1944
6. Peter van Hasselt: Lorenz Oken in Basel. 1946
7. Alfred Schmid (Herausgeber): Conrad Türsts Iatro-mathematisches Gesundheitsbüchlein für den Berner Schultheissen Rudolf von Erlach. 1947
8. Peter Lerch (Herausgeber): Das Regimen pestilentiale aus der Strättliger Chronik. 1949
9. Max Schneebeli: Handwerkliche Wundarzneikunst im alten Bern. 1949
10. Ernst Grünthal, Fritz Strauss: Abhandlungen zu Goethes Naturwissenschaft. 1949
11. Erich Hintzsche: Über medizinischen Unterricht im alten Bern. 1951
12. Erich Hintzsche: Gabriel Gustav Valentin (1810–1883): Versuch einer Bio- und Bibliographie. 1953
13. Hans Martin Sutermeister: Schiller als Arzt: ein Beitrag zur Geschichte der psychosomatischen Forschung. 1955
14. Peter Gart: Johann Ludwig Hommel (1706–1743) 1958
15. Baldur Gloor: Die künstlerischen Mitarbeiter an den naturwissenschaftlichen und medizinischen Werken Albrecht von Hallers. 1958
16. Rita Schär: Albrecht von Hallers neue anatomisch-physiologische Befunde und ihre heutige Gültigkeit. 1958
17. Carl Müller: Jeremias Gotthelf und die Ärzte. 1963
18. Susanna Lundsgaard-Hansen-von Fischer: Verzeichnis der gedruckten Schriften Albrecht von Hallers. 1959
19. Erich Hintzsche, Jörn Henning Wolf (Herausgeber): Albrecht von Hallers Abhandlung über die Wirkung des Opiums auf den menschlichen Körper. 1962
20. Erich Hintzsche: Zellen und Gewebe in G. Valentins „Histiogenia comparata“ von 1835 und 1838. 1963

Neue Folge
1. Carlo Zanetti, Ursula Wimmer-Aeschlimann: Eine Geschichte der Anatomie und Physiologie von Albrecht von Haller. 1968
2. Erich Hintzsche (Herausgeber): Albrecht Hallers Tagebuch seiner Studienreise nach London, Paris, Strassburg und Basel, 1727–1728. 1968
3. Carl Müller: Volksmedizinisch-geburtshilfliche Aufzeichnungen aus dem Lötschental. 1969
4. Erich Hintzsche (Herausgeber): Albrecht Hallers Tagebücher seiner Reisen nach Deutschland, Holland und England, 1723–1727. 1971
5. Urs Boschung (Herausgeber): Zwanzig Briefe Albrecht von Hallers an Johannes Gessner. 1972
6. Marcel H. Bickel: Marceli Nencki, 1847–1901. 1972
7. Osman Karamehmedovic: Ernst Tavel (1858–1912), Bakteriologe und Chirurg in Bern. 1973
8. Verena Schneider-Hiltbrunner: Wilhelm Fabry von Hilden, 1560–1634 : Verzeichnis der Werke und des Briefwechsels. 1976
9. Renato Giuseppe Mazzolini: The iris in eighteenth-century physiology. 1980
10. Markus Ernst Salvetti: Gefässpsychopathologie bei Richard von Krafft-Ebing (1840–1902). 1984
11. Katharina Meyer: Zur Geschichte des Hebammenwesens im Kanton Bern. 1985
12. Walter Raaflaub: Ernst Mayer, 1883–1952. 1986